# Quận Kern, California
Quận Kern là một quận trong tiểu bang California, Hoa Kỳ. Quận lỵ đóng tại thành phố Bakersfield2. Theo Cục điều tra dân số Hoa Kỳ, dân số năm 2000 của quận này là 661.645 người 2.